# Jazz in der Kammer
Jazz in der Kammer war eine Konzertreihe, die von 1965 bis 1990 im Deutschen Theater Berlin in den zum Haus gehörenden Kammerspielen stattfand. In ihr wurde die zeitgenössische Entwicklung des Jazz auch international dokumentiert. Die Veranstaltung gab dem Modern Jazz in Ostberlin ein ständiges Podium und entwickelte sich zu einer der wichtigsten Konzertreihen der DDR.
Seit 1990 wird in Magdeburg eine gleichnamige Reihe veranstaltet. In Fortführung der Tradition der Jazzreihe wurde sie 1990 in den Kammerspielen Magdeburg neu gegründet und später, nach der Fusion der Kammerspiele mit dem Magdeburger Theater im Schauspielhaus des Theaters Magdeburg  fortgeführt. Seit 2016 finden die Konzerte von Jazz in der Kammer im Magdeburger Forum Gestaltung statt.

## Geschichte
1965 nahm am Deutschen Theater Berlin eine Gruppe junger Leute um Dieter Mann die hausinterne Diskussion um ein „zweites Programm,“ mit dem jenseits des Repertoires neue Besucherschichten ins Theater gebracht werden könnten, zum Anlass, um die Etablierung einer Jazzreihe vorzuschlagen. Intendant Wolfgang Heinz stimmte zu, neben den Veranstaltungen des Lese-Theaters und den traditionellen Matineen auch den Jazz in sein „zweites Programm“ aufzunehmen. An den spielfreien Montagen fanden in Abständen von sechs Wochen Konzerte statt, an die die Bedingung geknüpft war, dass sie nicht aus dem Etat subventioniert werden mussten, sondern ihre Kosten selbst trugen.
Am 1. November 1965 startete die Veranstaltung mit dem Leipziger Trio von Joachim Kühn (mit Klaus Koch und Reinhard Schwartz); wegen des großen Erfolgs spielte Kühn Anfang 1966 noch einmal, diesmal verstärkt um seinen in Hamburg lebenden Bruder Rolf Kühn. In der Reihe wurden bis 1969 die wichtigsten Vertreter des zeitgenössischen Jazz in der DDR vorgestellt: Friedhelm Schönfeld, Ernst-Ludwig Petrowsky, Klaus Lenz, Günther Fischer und Manfred Schulze. Daneben wurden auch Musiker aus dem benachbarten Ausland, etwa das SH Quintet um Karel Velebný, Igor Bril oder Andrzej Kurylewicz/Włodzimierz Nahorny eingeladen; aus den USA traten Leo Wright, Etta Cameron und Rosita Thomas auf. Aber auch Gruppen des traditionellen Jazz, wie das Traditional Jazz Studio oder die polnische Asocjacja Hagaw, präsentierten dort ihre Musik. Ab dem siebten Konzert schnitt der Rundfunk der DDR wiederholt die Konzerte mit und sendete sie.
Das erreichte Niveau wurde in den 1970er Jahren gehalten; damals wurde Jazz in der Kammer „zum Kristallisationspunkt, zum Brennspiegel und orientierenden Faktor in der nationalen Szene“ des DDR-Jazz: Ulrich Gumpert präsentierte dort erstmals seine Workshop-Band; SOK, FEZ und die Gruppen von Hans Rempel, Hubert Katzenbeier, Hermann Keller oder Reinhard Lakomy dokumentierten das hohe Niveau, das der Jazz der DDR erreicht hatte. Über die internationalen Entwicklungen informierten Tomasz Stańko,  Jerzy Milian, Zbigniew Namysłowski, SBB, Jiří Stivín, Heikki Sarmanto, Rudolf Tomsits, Aladár Pege, Irène Schweizer, Misha Mengelberg/Han Bennink, Willem Breuker/Leo Cuypers oder Yosuke Yamashita. Ab 1974 konnten auch Musiker aus der BRD wie Peter Brötzmann und Hans Reichel bei Jazz in der Kammer auftreten; erst 1978 folgte Alexander von Schlippenbach (weil aus West-Berlin, das politisch getrennt behandelt wurde). Während der 1980er Jahre lag ein Schwerpunkt der Konzerte auf freier Improvisationsmusik, wobei es auch zu DDR-Musikern einschließenden internationalen Kooperationen, etwa im Alarm Orchestra oder dem Radu Malfatti Bläserquintett, kam. Es kam zu einer Entwicklung „vom reinen Konzertpodium zur Werkstatt, was den entwickelten Bedürfnissen des Publikums  wie den Interessen der Musiker entsprach.“ Daneben traten aber auch Chico Freeman, Dino Saluzzi, Hermeto Pascoal, Louis Moholo und Paul Motian mit ihren regulären Bands auf. Am 10. November 1990 fand mit der 163. Veranstaltung das Abschlusskonzert statt; mehr als 600 Jazzmusiker aus 30 Ländern waren in der Reihe aufgetreten.

## Diskographische Hinweise
- Ulrich Gumpert Jazz-Werkstatt-Orchester 100x Jazz in der Kammer (Amiga 1972)
- Cecil Taylor & Günter Sommer In East-Berlin (FMP 1988)
- Jazzorchester der DDR Jazzorchester der DDR (Amiga 1988)
- Peter Brötzmann / Fred Van Hove / Han Bennink: Jazz in der Kammer 1974 (Trost 2022)